# Drechslera poae
Drechslera poae är en svampart som först beskrevs av Baudyš, och fick sitt nu gällande namn av Shoemaker 1962. Drechslera poae ingår i släktet Drechslera och familjen Pleosporaceae.   Inga underarter finns listade i Catalogue of Life.